# Stephan Windsperger
Stephan Windsperger (* 30. Dezember 1969 in Münster) ist ein ehemaliger deutscher Fußballspieler.
Windsperger startete beim TSV Wolfratshausen seine Fußball-Karriere und wechselte 1982 zum FC Bayern. Dem Nachwuchs entsprungen, spielte er eine Saison bei den Amateuren (18 Spiele -1 Tor) in der Bayernliga und wechselte anschließend (zusammen mit Stephan Beckenbauer) zum Lokalrivalen TSV 1860 München. Nach drei Jahren Bayernliga (78 Spiele – 7 Tore und 3 DFB-Pokalspiele) gelang der Aufstieg in die 2. Bundesliga. Dort kam er aber nur zu drei Einsätzen. Dem Wechsel zu den Amateuren des FC Bayern zurück, unterbrach eine schwere Knieverletzung bereits in der Vorbereitung, was ihn die Karriere nicht fortsetzen ließ. Danach folgten nur noch Einsätze in unterklassigen Mannschaften.                                                                                                                              

## Sonstiges
Sein Vater Hubert Windsperger war Profi beim FC Bayern, Preußen Münster und Freiburger FC.        
Stephan übernahm 2006 die Allianz-Versicherungs-Vertretung von seinem Vater in Wolfratshausen.